# Robert Mantran
Robert Mantran (Parigi, 19 dicembre 1917 – Aix-en-Provence, 24 settembre 1999) è stato uno storico e turcologo francese.

## Biografia
Dopo i suoi studi alla Sorbona, entrò nel 1945 nell'Institut français d'archéologie. Due anni dopo divenne professore nel prestigioso liceo franco-turco "Galatasaray" e qui preparò la sua tesi di dottorato (thèse de doctorat). Nel 1952, divenne ricercatore del Centre National de la Recherche Scientifique (CNRS) e, qualche anno più tardi, professore incaricato (maître de conférences) nell'Université de Tunis. Dopo la sua thèse d'État, fu nominato nel 1961, professore di Turcologia nell'Aix-Marseille Université, dove rimase fino al pensionamento nel 1985.
I suoi lavori lo qualificano come uno dei più grandi turcologi francesi della seconda metà del XX secolo, unitamente a Louis Bazin e Gilles Veinstein. Mantran ha pubblicato vari libri anche sulla storia degli Arabi, ancor oggi utili riferimenti nelle università. Fu chiamato a far parte nel 1990 dell'Académie des inscriptions et belles-lettres.

## Principali pubblicazioni

### Opere di Robert Mantran
- Histoire de la Turquie, Presses universitaires de France, coll. «Que sais-je ?», 1952,  nouv. éd., 1961, 1968, 1983, 1988 et 1993
- Istanbul dans la deuxième moitié du XVIIe siècle. Essai d'histoire institutionnelle, économique et sociale, éd. Maisonneuve, 1962
- Istanbul au siècle de Soliman le Magnifique, éd. Hachette, coll. « La vie quotidienne », 1965, nouv. éd., 1990
- L'Expansion musulmane. VIIe-XIe siècles, Presses universitaires de France, 1969, nouv. éd., 1991, coll. «Nouvelle Clio» (trad. ital. curata da Mursia)
- L'Empire ottoman, du XVIe au XVIIIe siècle. Administration, économie, société, Londres, éd. Variorum, 1984

### Opere collettive dirette da Robert Mantran
- Les Régimes politiques des pays arabes, Presses universitaires de France, 1968, nouv. éd., 1990
- L'Égypte aujourd'hui. Permanences et changements. 1905-1976, éd. du CNRS, 1978
- Histoire de l'empire ottoman, éd. Fayard, 1989